# Dichorisandra
Dichorisandra är ett släkte av himmelsblomsväxter. Dichorisandra ingår i familjen himmelsblomsväxter.

## Bildgalleri

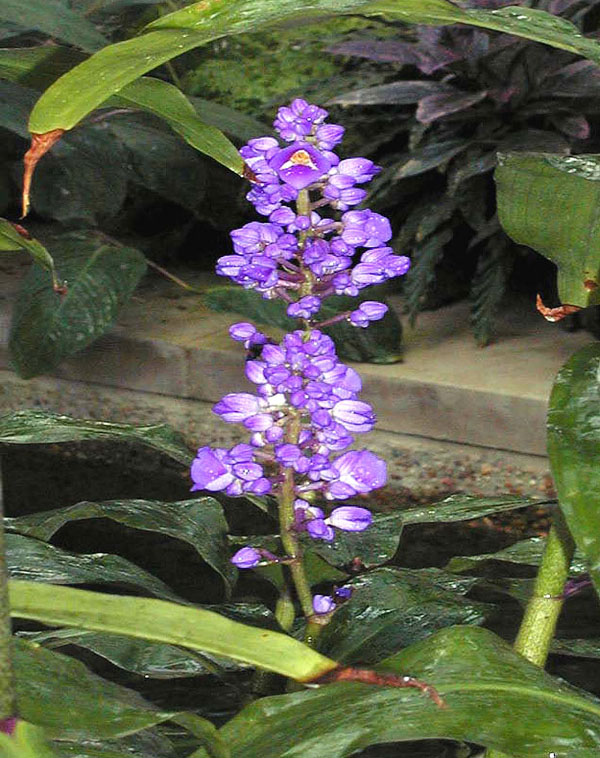

## Dottertaxa tillDichorisandra, i alfabetisk ordning[1]
- Dichorisandra acaulis
- Dichorisandra alba
- Dichorisandra amabilis
- Dichorisandra angustifolia
- Dichorisandra begoniifolia
- Dichorisandra bonitana
- Dichorisandra densiflora
- Dichorisandra diederichsanae
- Dichorisandra fluminensis
- Dichorisandra foliosa
- Dichorisandra gaudichaudiana
- Dichorisandra glaziovii
- Dichorisandra gracilis
- Dichorisandra hexandra
- Dichorisandra hirtella
- Dichorisandra incurva
- Dichorisandra interrupta
- Dichorisandra leucophthalmos
- Dichorisandra macrophylla
- Dichorisandra micans
- Dichorisandra mosaica
- Dichorisandra neglecta
- Dichorisandra oxypetala
- Dichorisandra paranaensis
- Dichorisandra penduliflora
- Dichorisandra perforans
- Dichorisandra picta
- Dichorisandra procera
- Dichorisandra puberula
- Dichorisandra pubescens
- Dichorisandra radicalis
- Dichorisandra reginae
- Dichorisandra rhizophya
- Dichorisandra saundersii
- Dichorisandra tenuior
- Dichorisandra thyrsiflora
- Dichorisandra ulei
- Dichorisandra villosula